# ロザリンダ
『ロザリンダ』（原題: Rosalinda）は、メキシコのテレビドラマ。ラス・エストレージャスで1999年3月1日から6月18日まで放送された。

## 登場人物
ロザリンダ・ペレス・ロメロ / パロマ・ドランテス
演：タリア
フェルナンド・ホセ・アルタミラーノ・デル・カスティーヨ
演：フェルナンド・カリロ
ソレダド・マルタ・ロメロ
演：アンヘリカ・マリア
ドニャ・ヴァレリア・デル・カスティージョ
演：ルピタ・フェレール